# Cuaespinós cendrós
El cuaespinós cendrós (Synallaxis hypospodia) és una espècie d'ocell de la família dels furnàrids (Furnariidae).

## Hàbitat i distribució
Habita garrigues i matolls a la sabana de les terres baixes, per l'est dels Andes, a l'est de Perú, nord de Bolívia i oest i est del Brasil.